# Коверовка
Коверовка (укр. Коверівка) — село в Валковской городской общине Богодуховского района Харьковской области Украины.
Код КОАТУУ — 6321280504. Население по переписи 2001 г. составляет 22 (8/14 м/ж) человека.

## Географическое положение
Село Коверовка примыкает к селу Роговка,
на расстоянии в 2 км находятся сёла Мизяки, Шевченково, Семковка, Бараново и Петренково,
в 4-х км находится железнодорожная станция Роговка.

## История
- 1750 - дата основания.